# Mack (nome)
Mack  è un nome proprio di persona inglese maschile.

## Origine e diffusione
Nella stragrande maggioranza dei casi, questo nome può essere ricondotto ad un cognome o soprannome inglese, a sua volta una forma abbreviata di vari cognomi irlandesi e scozzesi comincianti con "Mac" o "Mc" (ossia "figlio"); lo stesso cognome è diventato anche, tramite un processo deonomastico, uno slang per indicare genericamente un uomo (come è avvenuto anche con Tizio).
Va notato comunque che il nome Mack era usato in Inghilterra anche tra il XII e il XIII secolo, ma in questo caso l'origine è probabilmente scandinava (riflesso dell'arrivo di coloni nordici); viene generalmente interpretato come un ipocoristico di Magnus, ma potrebbe anche derivare dall termine norreno makr, che significa "con cui è facile avere a che fare". Da questo nome medievale deriva, in ultima istanza, il nome Maxwell.

## Onomastico
Il nome non è portato da alcun santo, quindi è adespota; l'onomastico si può festeggiare eventualmente il 1º novembre, in occasione di Ognissanti.

## Persone

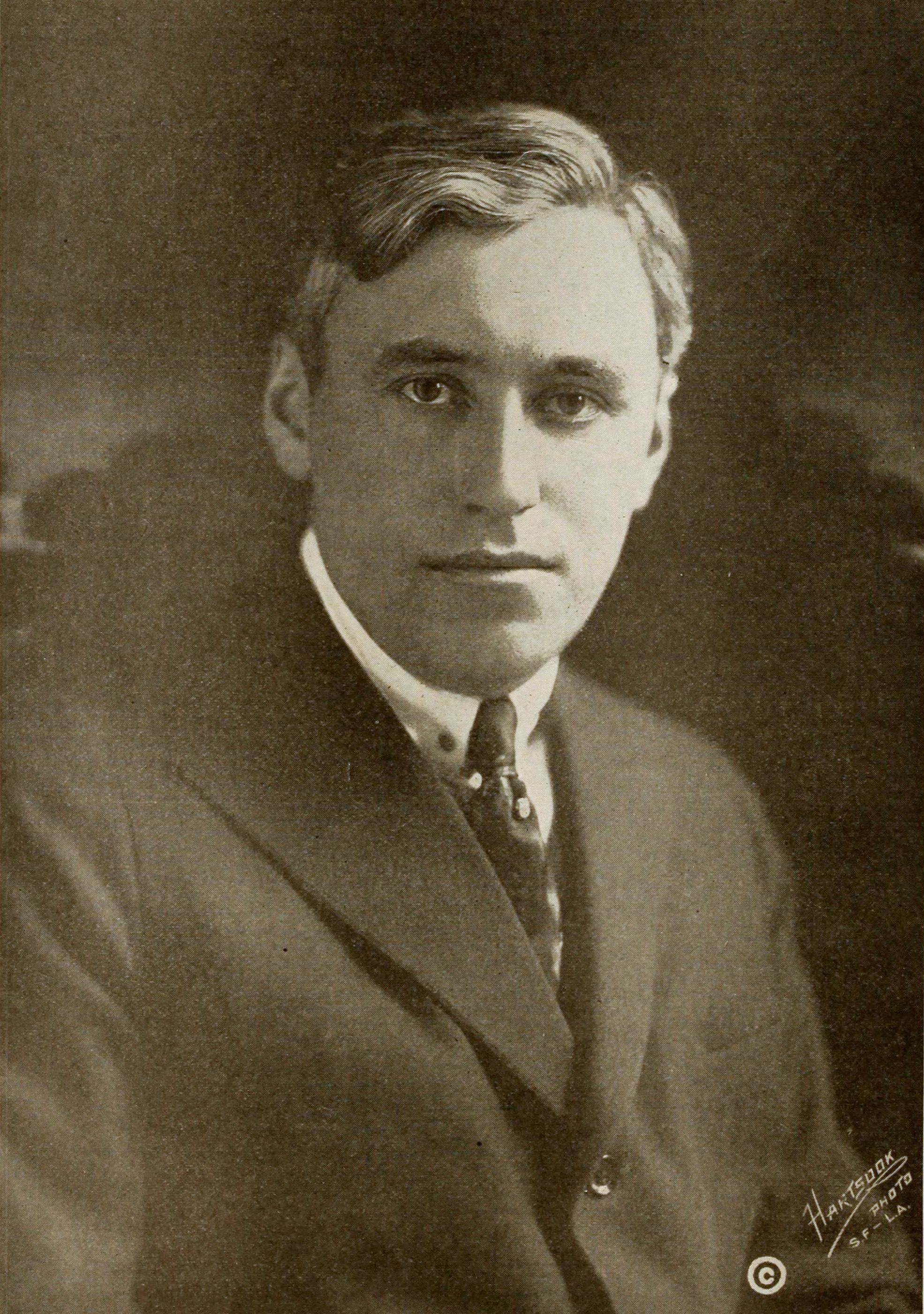
Mack Sennett

- Mack Calvin, cestista e allenatore di pallacanestro statunitense
- Mack Gordon, compositore e paroliere statunitense
- Mack Horton, nuotatore australiano
- Mack Porter, cantante ghanese
- Mack Reynolds, scrittore e giornalista statunitense
- Mack Robinson, velocista statunitense
- Mack Sennett, attore, sceneggiatore, regista e produttore cinematografico canadese naturalizzato statunitense
- Mack Swain, attore e regista statunitense
- Mack Wilson, giocatore di football americano statunitense